# Округ Лион (Тексас)
Округ Лион (енгл. Leon County) је округ у америчкој савезној држави Тексас. По попису из 2010. године број становника је 16.801.

## Демографија
Према попису становништва из 2010. у округу је живело 16.801 становника, што је 1.466 (9,6%) становника више него 2000. године.
| Група             | 2000.          | 2010.          |
| Белци             | 12.366 (80,6%) | 13.078 (77,8%) |
| Афроамериканци    | 1.593 (10,4%)  | 1.202 (7,2%)   |
| Азијати           | 27 (0,2%)      | 81 (0,5%)      |
| Хиспаноамериканци | 1.213 (7,9%)   | 2.260 (13,5%)  |
| Укупно            | 15.335         | 16.801         |